# Cercopithifilaria bainae
Cercopithifilaria bainae ist ein bei Hunden weltweit in den Subtropen vorkommender Hautparasit aus der Überfamilie der Filarien.
Das konische Vorderende trägt vier äußere Lippen- und vier Halspapillen sowie ein Paar chemorezeptorischer Seitenorgane (Amphiden). Die Mundöffnung ist klein und rund, der Mundraum hat die Gestalt eines abgeflachten Rings. Der trichuroide Ösophagus ist dorsoventral abgeflacht und hat zahlreiche Drüsen im hinteren Teil. Der Nervenring liegt zwischen vorderem und mittlerem Drittel des Ösophagus. Die Kutikula ist glatt und dünn. Der Schwanz ist bauchwärts abgebogen und trägt an der Spitze zwei kürzere und einen längeren Fortsatz. Männchen haben eine einzelne bauchseitige Papille vor der Kloake und fünf bis sechs Paare von Schwanzpapillen. Das rechte Spiculum ist kürzer und hat einen rückenseitigen Absatz. Das Ende des linken Spiculums ist hakenförmig. Weibchen haben einen paarigen Uterus, eine schlitzförmige Vulva, eine muskulöse Vagina und einen nach hinten gerichteten Ovijektor mit einem muskulösen Ringwall. Der Schwanz ist lang, dünn und bauchwärts abgebogen.
Zwischenwirt des Parasiten ist die Braune Hundezecke. Die Weibchen geben die Mikrofilarien ab, welche in den oberen Hautschichten anzutreffen sind. Die Mikrofilarien sind etwa 180 µm lang und 10 µm dick. Das Kopfende ist mit einer kleinen Vorwölbung versehen, an der ein kleiner Haken sitzt. Der Körper ist kurz und dorsoventral abgeflacht. Die Kutikula ist dick und zeigt eine Querstreifung. Das Schwanzende ist spitz. Die  Mikrofilarien werden von der Zecke beim Stich aufgenommen. Im Zeckendarm entwickeln sich innerhalb von jeweils 10 Tagen Larve 1, 2 und 3. die Larve 3 wird beim nächsten Zeckenstich wieder auf den Endwirt übertragen. Hier entwickeln sie sich in der Unterhaut zu den Adulten.